# Un frère gâté
Pour plus de détails, voir Fiche technique et Distribution.
Un frère gâté[réf. nécessaire] ou Un sale mioche[réf. nécessaire] (Brother Brat) est un court métrage d'animation de la série américaine Looney Tunes réalisé par Frank Tashlin, produit par les Leon Schlesinger Studios et sorti en 1944.